# Saibai Island
Saibai Island är en ö i Australien. Den ligger i kommunen Torres Strait Island och delstaten Queensland, omkring 2 300 kilometer nordväst om delstatshuvudstaden Brisbane. Arean är 108 kvadratkilometer. Den sträcker sig 7,0 kilometer i nord-sydlig riktning, och 22,5 kilometer i öst-västlig riktning.
Savannklimat råder i trakten. Genomsnittlig årsnederbörd är 1 687 millimeter. Den regnigaste månaden är mars, med i genomsnitt 324 mm nederbörd, och den torraste är augusti, med 16 mm nederbörd.